# 迈索 (汝拉省)
迈索（法語：Maisod，法語發音：[mɛzo]）是法国汝拉省的一个市镇，位于该省中南部，属于圣克洛德区。

## 地理
迈索（46°28'36"N, 5°41'22"E）面积7.39 平方千米，位于法国勃艮第-弗朗什-孔泰大區汝拉省，该省份为法国东部内陆省份，北起上索恩省，西北接科多尔省，西临索恩-卢瓦尔省，南至安省，东与杜省和瑞士接壤。
与迈索接壤的市镇（或旧市镇、城区）包括：夸龙、沙尔希亚、默西亚、穆瓦朗昂蒙塔涅、奥诺、奥热莱。

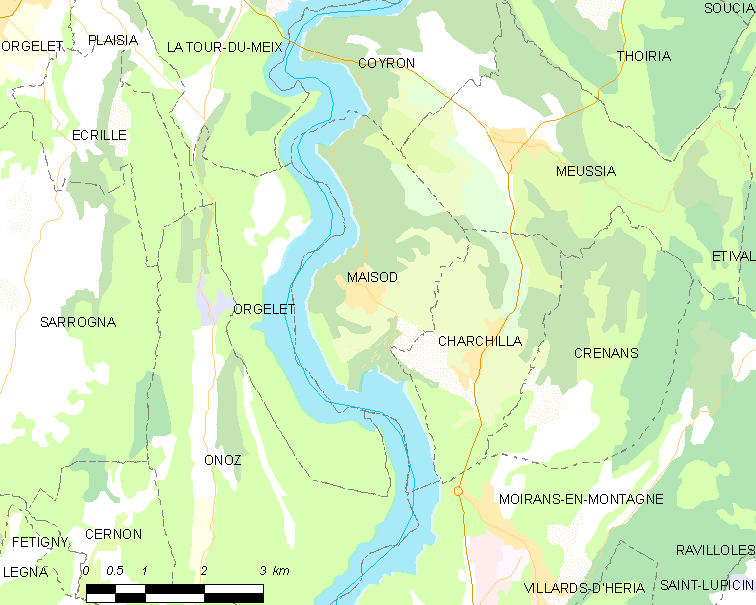
的OSM定位图

迈索的时区为UTC+01:00、UTC+02:00（夏令时）。

## 行政
迈索的邮政编码为39260，INSEE市镇编码为39307。

## 政治
迈索所属的省级选区为穆瓦朗昂蒙塔涅县。

## 人口

1962-2008年间人口变化图示

迈索于2022年1月1日时的人口数量为325人。